# Saint-Clair (Ardèche)
Saint-Clair is een gemeente in het Franse departement Ardèche (regio Auvergne-Rhône-Alpes) en telt 918 inwoners (1999). De plaats maakt deel uit van het arrondissement Tournon-sur-Rhône.

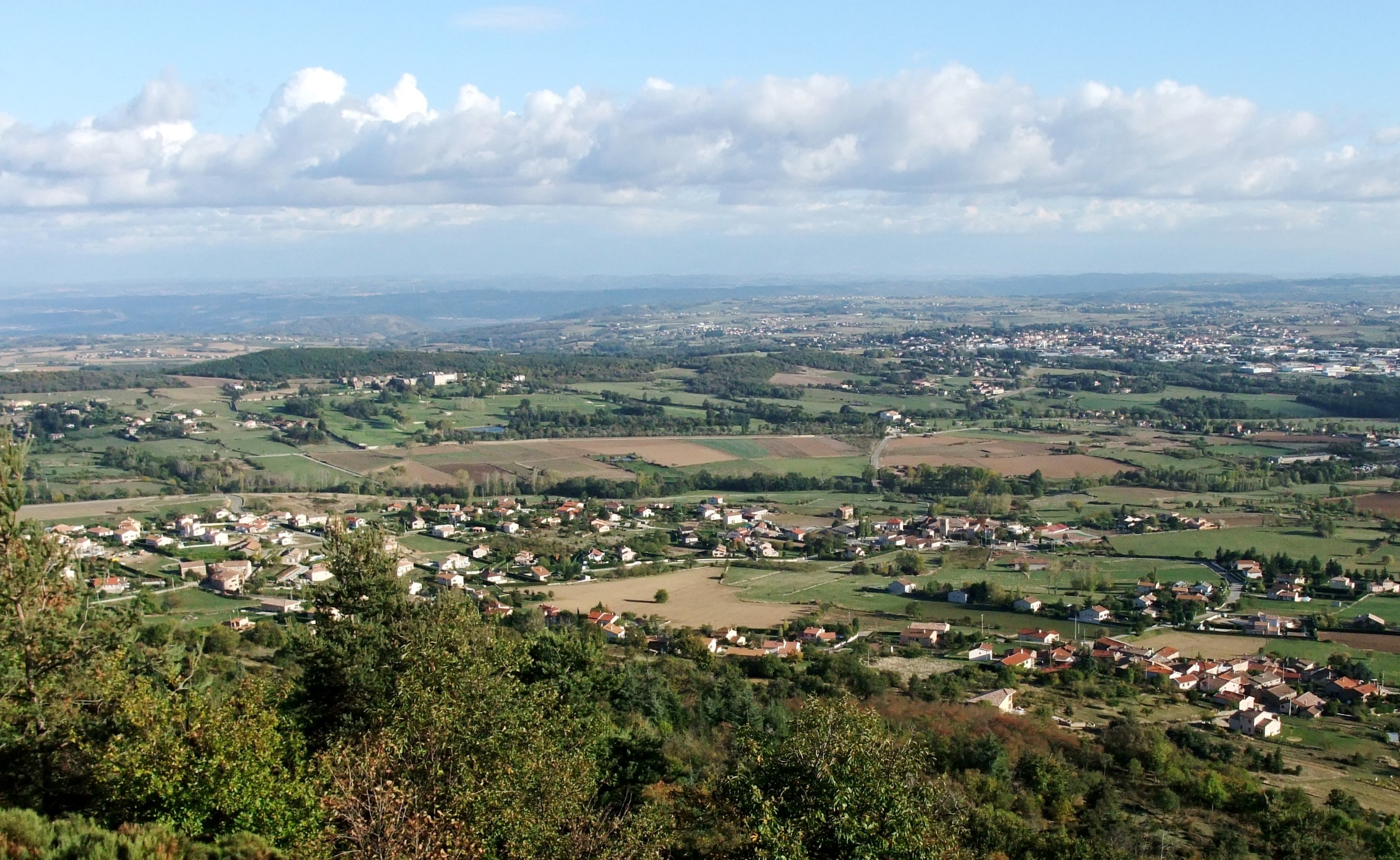
Saint-Clair
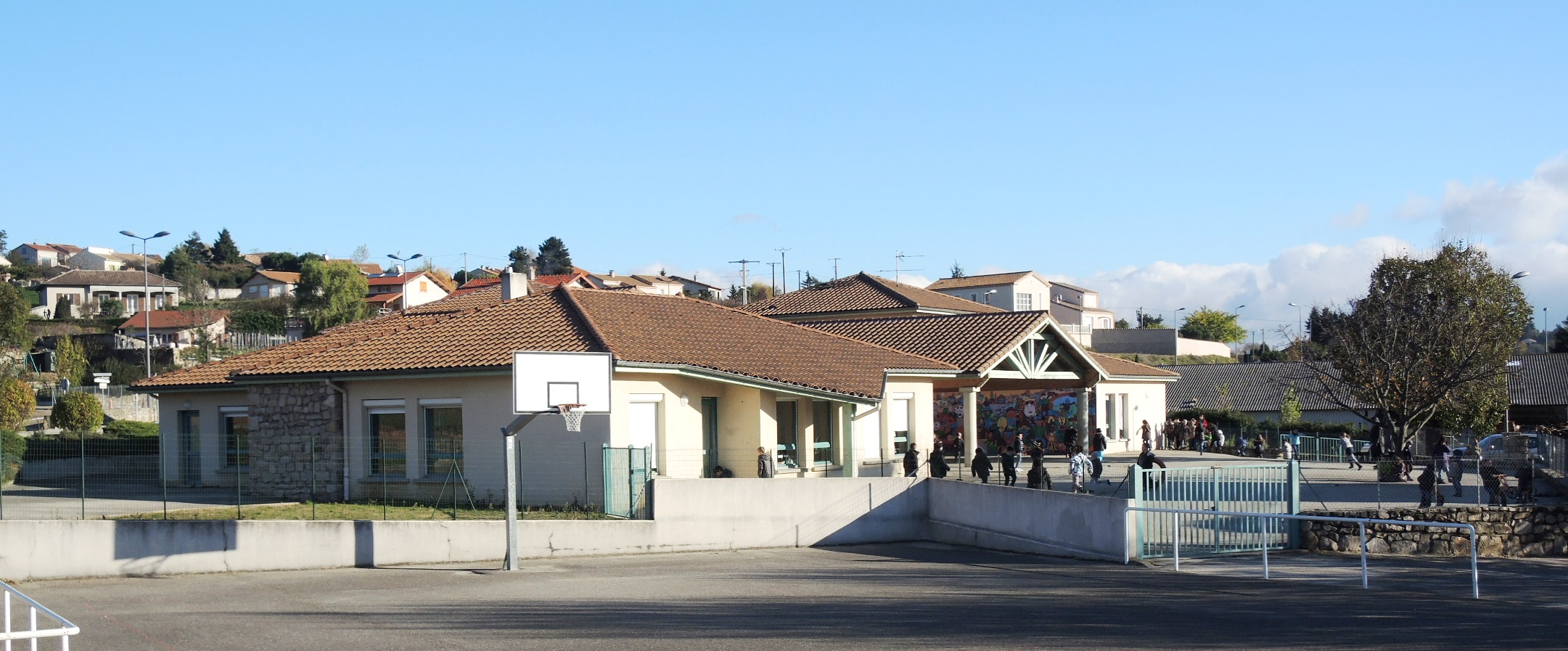
School van Saint-Clair
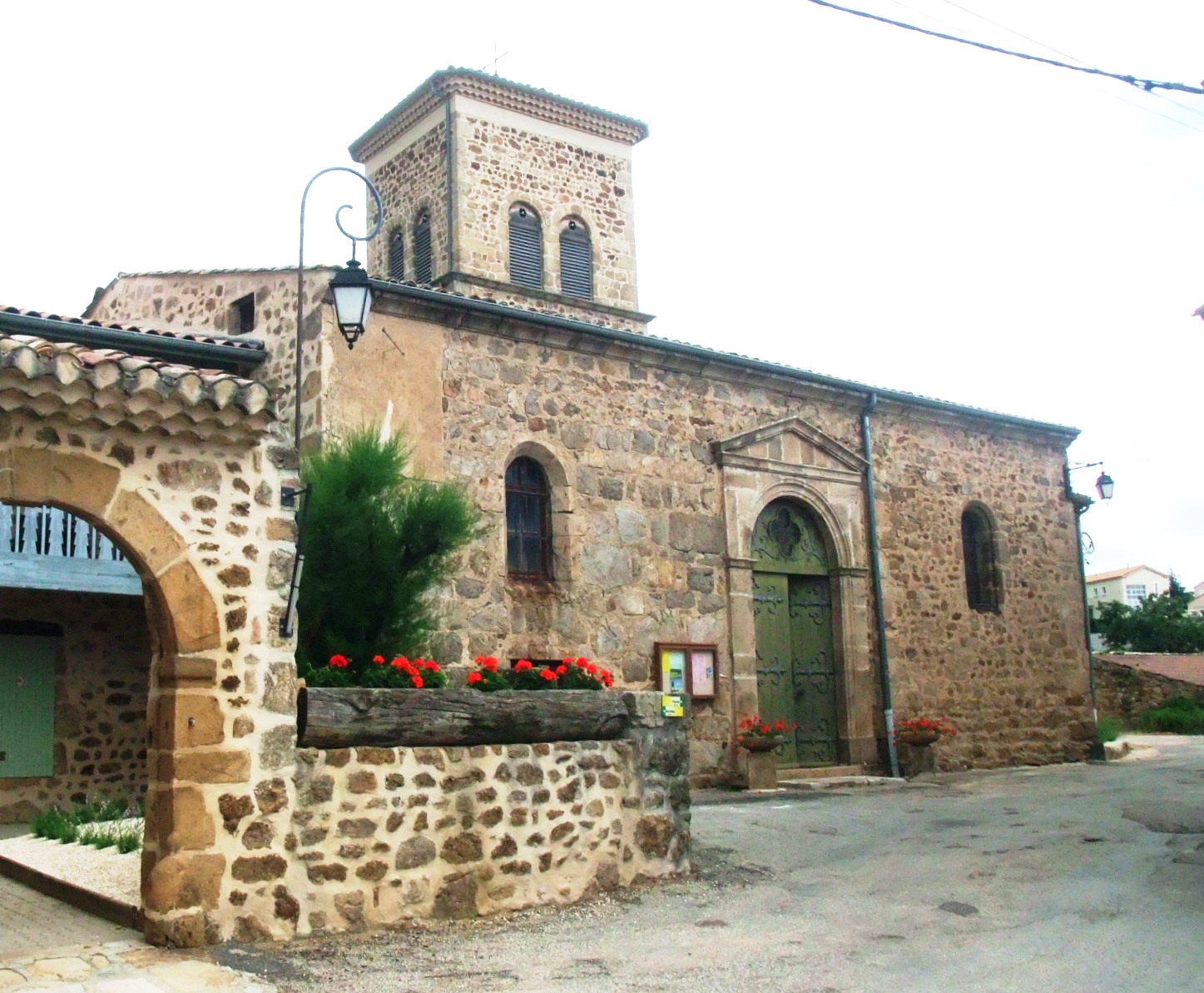
Kerk van Saint-Clair
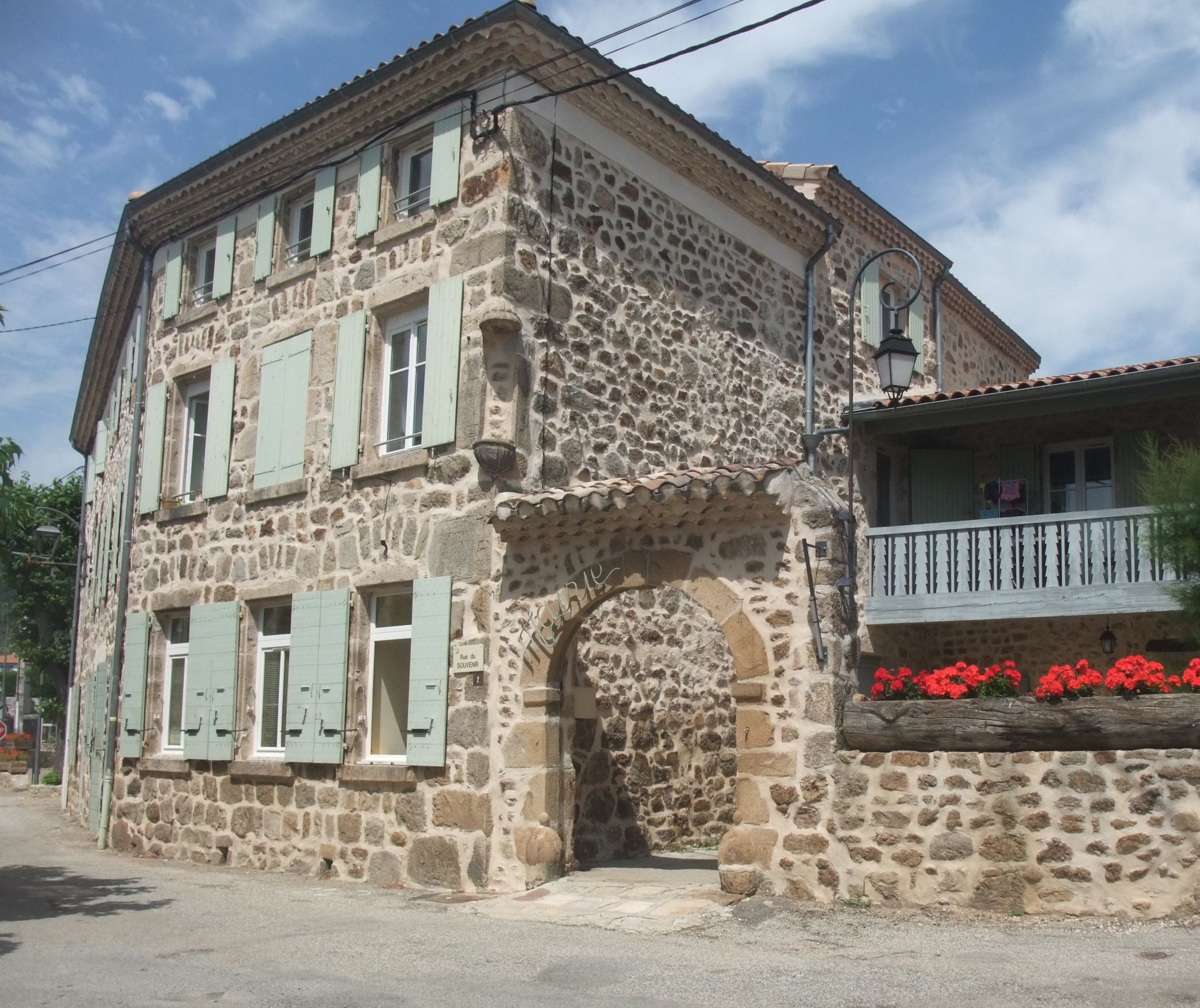
Gemeentehuis
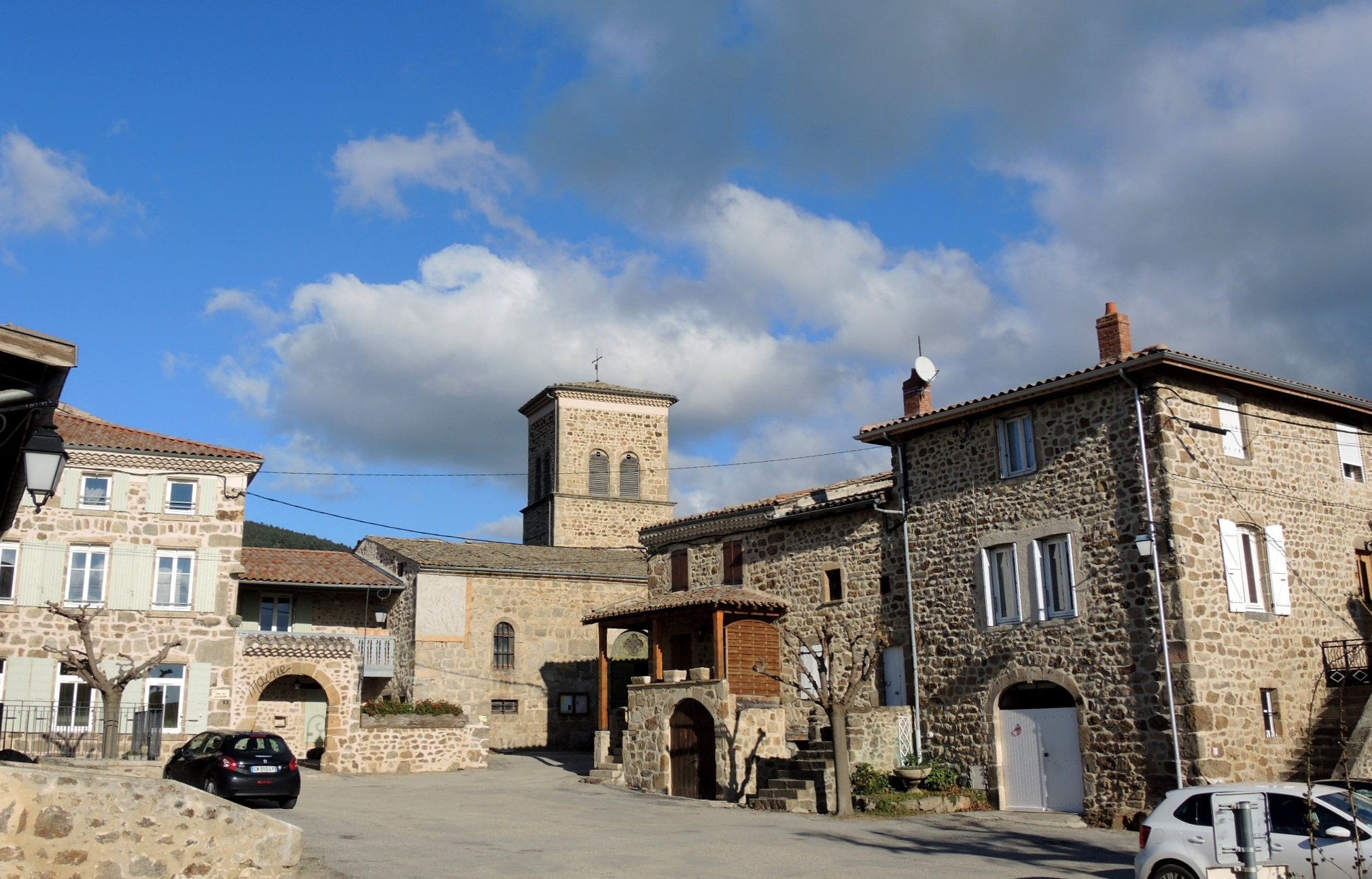
Centrum

## Geografie
De oppervlakte van Saint-Clair bedraagt 5,8 km², de bevolkingsdichtheid is 158,3 inwoners per km².

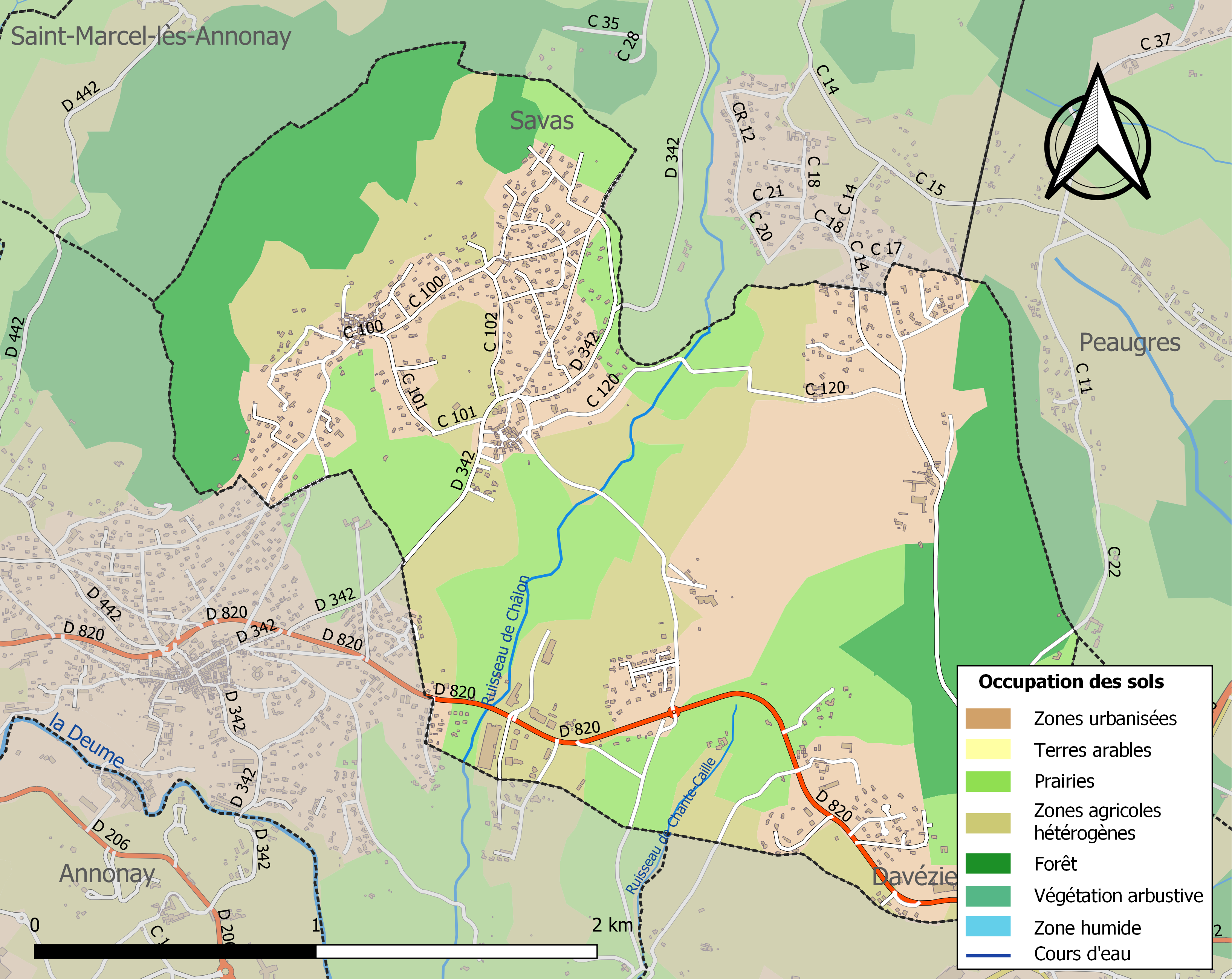
Kaart van de gemeente met belangrijkste infrastructuur, bodemgebruik en omliggende gemeenten

## Demografie
Onderstaande figuur toont het verloop van het inwonertal (bron: INSEE-tellingen).

Vanwege een beveiligingsprobleem met de MediaWiki Graph-software is het momenteel niet mogelijk deze grafiek weer te geven. Zodra de software is bijgewerkt zal de grafiek vanzelf weer zichtbaar worden.